# David Casa
Pour les articles homonymes, voir Casa.
David Casa, né le 16 novembre 1968 à La Valette, est un député européen maltais élu pour la première fois lors des élections européennes de 2004. Issu du Parti nationaliste, il siège au sein du groupe du groupe du Parti populaire européen.

## Biographie
Il est réélu lors des élections européennes de 2009. Il est membre de la Commission des libertés civiles, de la justice et des affaires intérieures, de la Commission des pétitions et de la Délégation pour les relations avec l'Albanie, la Bosnie-Herzégovine, la Serbie, le Monténégro et le Kosovo.